# Trophée World Athletics de l'athlète de l'année
Le Trophée World Athletics de l'athlète de l'année (en anglais : World Athlete of the Year) est une récompense attribuée par World Athletics au meilleur athlète masculin et féminin de l'année. Les premiers athlètes récompensés en 1988 sont les Américains Carl Lewis et Florence Griffith-Joyner. Le trophée du meilleur entraîneur est décerné pour la première fois en 2009, ceux des meilleurs espoirs de l'année en 2010.
La cérémonie se déroule en fin d'année à Monaco dans le cadre du World Athletics Gala.

## Palmarès

### Athlètes de l'année
| Année | Hommes             | Femmes                   | Réf.   |
| ----- | ------------------ | ------------------------ | ------ |
| 1988  | Carl Lewis         | Florence Griffith-Joyner |        |
| 1989  | Roger Kingdom      | Ana Fidelia Quirot       |        |
| 1990  | Steve Backley      | Merlene Ottey            |        |
| 1991  | Carl Lewis         | Katrin Krabbe            |        |
| 1992  | Kevin Young        | Heike Henkel             |        |
| 1993  | Colin Jackson      | Sally Gunnell            |        |
| 1994  | Noureddine Morceli | Jackie Joyner-Kersee     |        |
| 1995  | Jonathan Edwards   | Gwen Torrence            |        |
| 1996  | Michael Johnson    | Svetlana Masterkova      |        |
| 1997  | Wilson Kipketer    | Marion Jones             | [ 1 ]  |
| 1998  | Haile Gebrselassie | Marion Jones             | [ 2 ]  |
| 1999  | Michael Johnson    | Gabriela Szabo           | [ 3 ]  |
| 2000  | Jan Železný        | Marion Jones             | [ 4 ]  |
| 2001  | Hicham El Guerrouj | Stacy Dragila            | [ 5 ]  |
| 2002  | Hicham El Guerrouj | Paula Radcliffe          | [ 6 ]  |
| 2003  | Hicham El Guerrouj | Hestrie Cloete           | [ 7 ]  |
| 2004  | Kenenisa Bekele    | Yelena Isinbayeva        | [ 8 ]  |
| 2005  | Kenenisa Bekele    | Yelena Isinbayeva        | [ 9 ]  |
| 2006  | Asafa Powell       | Sanya Richards           | [ 10 ] |
| 2007  | Tyson Gay          | Meseret Defar            | [ 11 ] |
| 2008  | Usain Bolt         | Yelena Isinbayeva        | [ 12 ] |
| 2009  | Usain Bolt         | Sanya Richards           | [ 13 ] |
| 2010  | David Rudisha      | Blanka Vlašić            | [ 14 ] |
| 2011  | Usain Bolt         | Sally Pearson            | [ 15 ] |
| 2012  | Usain Bolt         | Allyson Felix            | [ 16 ] |
| 2013  | Usain Bolt         | Shelly-Ann Fraser-Pryce  | [ 17 ] |
| 2014  | Renaud Lavillenie  | Valerie Adams            | [ 18 ] |
| 2015  | Ashton Eaton       | Genzebe Dibaba           | [ 19 ] |
| 2016  | Usain Bolt         | Almaz Ayana              | [ 20 ] |
| 2017  | Mutaz Essa Barshim | Nafissatou Thiam         | [ 21 ] |
| 2018  | Eliud Kipchoge     | Caterine Ibargüen        | [ 22 ] |
| 2019  | Eliud Kipchoge     | Dalilah Muhammad         |        |
| 2020  | Armand Duplantis   | Yulimar Rojas            | [ 23 ] |
| 2021  | Karsten Warholm    | Elaine Thompson-Herah    | [ 24 ] |
| 2022  | Armand Duplantis   | Sydney McLaughlin        | [ 25 ] |

En 2023, la fédération nomme 6 athlètes de l'année : un homme et une femme sur piste, en concours et hors stade.
| Année | Piste      | Piste          | Concours         | Concours      | Hors stade    | Hors stade    | Référence |
| Année | Hommes     | Femmes         | Hommes           | Femmes        | Hommes        | Femmes        | Référence |
| ----- | ---------- | -------------- | ---------------- | ------------- | ------------- | ------------- | --------- |
| 2023  | Noah Lyles | Faith Kipyegon | Armand Duplantis | Yulimar Rojas | Kelvin Kiptum | Tigist Assefa | [ 26 ]    |

### Espoirs de l'année
| Année | Hommes                 | Femmes              |
| ----- | ---------------------- | ------------------- |
| 2010  | Till Wöschler          | Angelica Bengtsson  |
| 2011  | Kirani James           | Christin Hussong    |
| 2012  | Keshorn Walcott        | Anthonique Strachan |
| 2013  | -                      | Mary Cain           |
| 2014  | Wilhem Belocian        | Morgan Lake         |
| 2015  | Abdul Hakim Sani Brown | Candace Hill        |
| 2016  | Andre De Grasse        | Nafissatou Thiam    |
| 2017  | Karsten Warholm        | Yulimar Rojas       |
| 2018  | Armand Duplantis       | Sydney McLaughlin   |
| 2019  | Selemon Barega         | Yaroslava Mahuchikh |
| 2021  | Erriyon Knighton       | Athing Mu           |
| 2022  | Erriyon Knighton       | Adriana Vilagoš     |
| 2023  | Emmanuel Wanyonyi      | Faith Cherotich     |

### Entraîneur
| Année | Entraineur               |
| ----- | ------------------------ |
| 2009  | Clyde Hart               |
| 2010  | Santiago Antuñez         |
| 2011  | John Velzian             |
| 2012  | Glen Mills               |
| 2013  | Alberto Salazar          |
| 2014  | Tom Tellez               |
| 2015  | Bart Bennema             |
| 2016  | Harry Marra              |
| 2017  | Anna Botha               |
| 2018  | Joe Vigil                |
| 2019  | ?                        |
| 2020  | Helena et Greg Duplantis |
| 2021  | Bobby Kersee             |
| 2022  | Gennadii Zuiev           |
| 2023  | Laurent Meuwly           |

### Performance de l'année
| Année | Hommes                                   | Femmes                                                          |
| ----- | ---------------------------------------- | --------------------------------------------------------------- |
| 2011  | Yohan Blake 19 s 26 — 200 mètres         | Vivian Cheruiyot Double championne du monde — 5 000 et 10 000 m |
| 2012  | David Rudisha 1 min 40 s 91 — 800 mètres | Relais olympique américain 40 s 82 — 4 × 100 m                  |

### Athlètes vétérans de l'année
| Année | Hommes        | Femmes            |
| ----- | ------------- | ----------------- |
| 2010  | Peter Crombie | Marie Kay         |
| 2011  | Ron Robertson | Lyn Ventris       |
| 2012  | Robert Lida   | Lyn Ventris       |
| 2013  | Charles Allie | Christa Bortignon |
| 2014  | Guido Muller  | Lavinia Petrie    |
| 2015  | David Heath   | Silke Schmidt     |

### Journaliste
| Année | Journaliste      |
| ----- | ---------------- |
| 2009  | Gustav Schwenk   |
| 2010  | Atsushi Hoshino  |
| 2011  | Alain Billouin   |
| 2012  | Elias Makori     |
| 2013  | Gianni Merlo     |
| 2014  | Marc Ventouillac |
| 2015  | Pat Butcher      |